# Paul Schuetze
Paul Schütze (ur. 1 maja 1958) – australijski muzyk uprawiający muzykę ambient. Paul Schütze jest jednym z najbardziej interesujących kompozytorów i wykonawców „muzyki tła”. Jego trudna muzyka, w nastroju zimna i przejmująca, zwraca dużą uwagę na rytmiczność. Nie jest to jednak rytmiczność typowa dla techno. Schütze ze skomplikowanych rytmów wygrywanych na instrumentach perkusyjnych oraz elektronicznych lub akustycznych instrumentach melodycznych tworzy złożone, nakładające się na siebie struktury tworzące muzykę samą w sobie.

## Dyskografia Paul Schütze
- 1989 Deus Ex Machina
- 1990 The Annihilating Angel
- 1991 Regard - Music by Film
- 1992 New Maps of Hell
- 1993 New Maps of Hell 2 - The Rapture of Metals
- 1994 Isabelle Eberhardt - The Oblivion Seeker
- 1994 More Beautiful Human Life!
- 1994 The Surgery of Touch
- 1995 Apart
- 1996 Abysmal Evenings
- 1996 7 degrees
- 1996 Site Anubis
- 1997 Stateless
- 1997 Nine Songs from the Garden of Welcome Lies
- 1997 Second Site
- 2000 Green Evil